# Abierto de Australia 2018
El Abierto de Australia 2018 fue un torneo de tenis celebrado en las pistas de superficie dura del Melbourne Park, situado en Melbourne (Australia). El campeonato se llevó a cabo entre el 15 y el 28 de enero de 2018. Esta fue la 106.ª edición del Abierto y el primer torneo de Grand Slam de 2018. Contó con eventos individuales y por parejas masculinos y femeninos, además de dobles mixtos.
También se celebraron categorías júnior y en silla de ruedas.

## Torneo

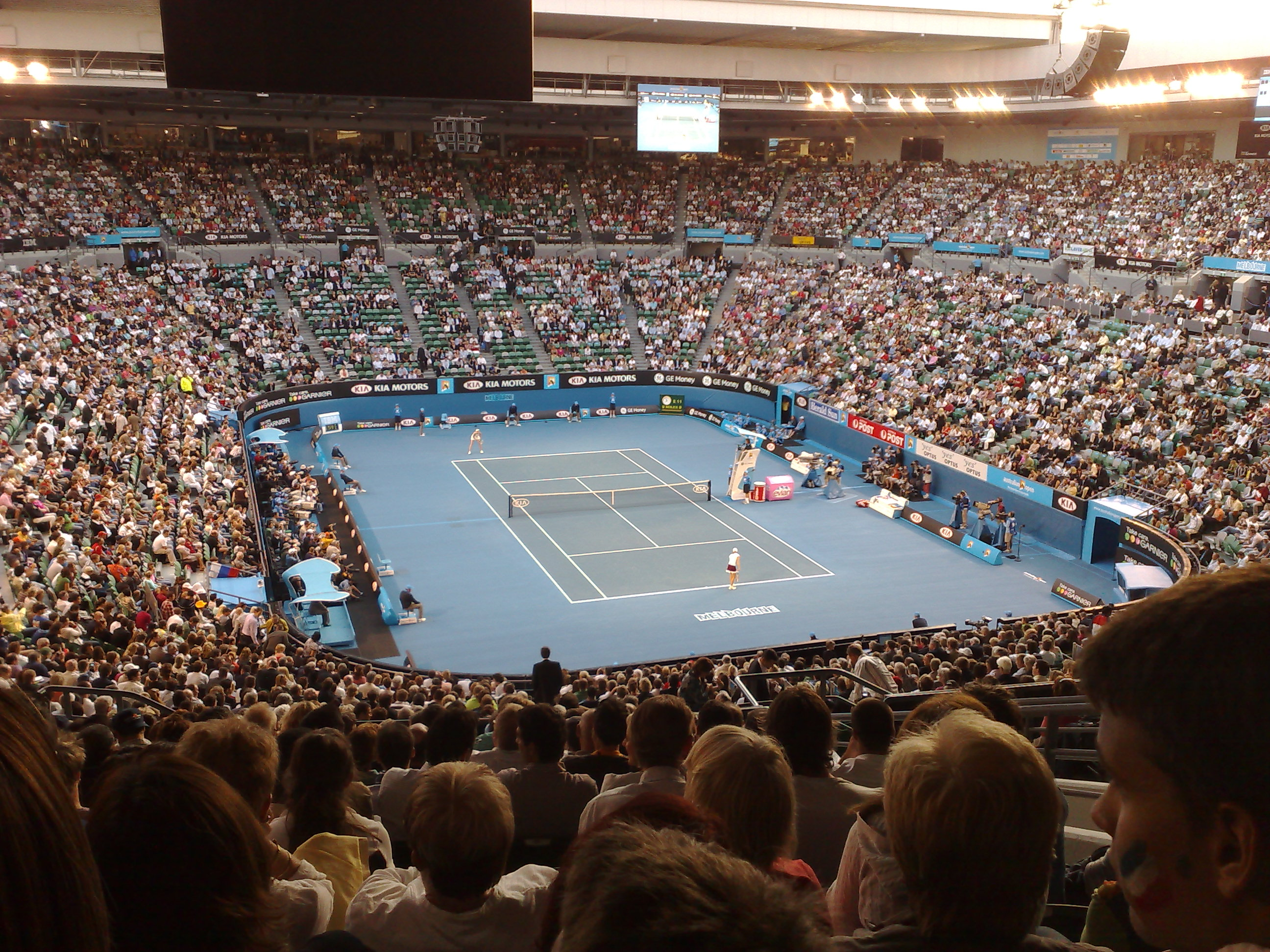
Estadio Rod Laver, pista central del Australian Open

El Abierto de Australia 2018 fue la edición número 106 del torneo, celebrado en las canchas del Melbourne Park, parte del Melbourne Sports and Entertainment Precinct, ubicado en Melbourne, Australia. Fue organizado por la Federación Internacional de Tenis (ITF, por sus siglas en inglés) y formó parte de los calendarios del ATP World Tour y del WTA Tour de 2018, bajo la categoría de Grand Slam. 
Estuvo compuesto por cuadros masculinos y femeninos en las modalidades de individual y dobles para cada uno, así como un cuadro de dobles mixtos. También hubo eventos en categorías individual y dobles, en ramas masculinas y femeninas, para jugadores júnior y en silla de ruedas. El torneo se jugó en las veinticinco pistas de superficie dura (plexicushion) del Melbourne Park. Las tres canchas principales, Rod Laver Arena (sede de las finales), Hisense Arena y Margaret Court Arena, que cuentan con techo retráctil utilizado únicamente en casos de lluvia o calor extremo.

## Puntos y premios

### Distribución de puntos

#### Séniors
| Evento               | G    | F    | SF  | CF  | R16 | R32 | R64 | R128 | C  | C3 | C2 | C1 |
| Individual masculino | 2000 | 1200 | 720 | 360 | 180 | 90  | 45  | 10   | 25 | 16 | 8  | 0  |
| Dobles masculino     | 2000 | 1200 | 720 | 360 | 180 | 90  | 0   | —    | —  | —  | —  | —  |
| Individual femenino  | 2000 | 1300 | 780 | 430 | 240 | 130 | 70  | 10   | 40 | 30 | 20 | 2  |
| Dobles femenino      | 2000 | 1300 | 780 | 430 | 240 | 130 | 10  | —    | —  | —  | —  | —  |

| Evento           | G   | F   | SF  | CF  |
| Individual       | 800 | 500 | 375 | 100 |
| Dobles           | 800 | 500 | 100 | —   |
| Quad* Individual | 800 | 500 | 100 | —   |
| Quad* Dobles     | 800 | 100 | —   | —   |

| Evento               | G   | F   | SF  | CF  | R16 | R32 | C  | C3 |
| Individual masculino | 375 | 270 | 180 | 120 | 75  | 30  | 25 | 20 |
| Individual femenino  | 375 | 270 | 180 | 120 | 75  | 30  | 25 | 20 |
| Dobles masculino     | 270 | 180 | 120 | 75  | 45  | —   | —  | —  |
| Dobles femenino      | 270 | 180 | 120 | 75  | 45  | —   | —  | —  |

### Premios monetarios
| Evento       | G            | F            | SF         | CF         | R16        | R32        | R64       | R128      | C3 | C2 | C1 |
| Individual   | A$ 4 000 000 | A$ 2 000 000 | A$ 900 000 | A$ 440 000 | A$ 220 000 | A$ 130 000 | A$ 80 000 | A$ 50 000 | A$ | A$ | A$ |
| Dobles       | A$ 650 000   | A$ 325 000   | A$ 160 500 | A$ 80 000  | A$ 40 000  | A$ 23 000  | A$ 14 800 | —         | —  | —  | —  |
| Dobles mixto | A$ 150 500   | A$ 75 500    | A$ 37 500  | A$ 18 750  | A$ 9000    | A$ 4500    | —         | —         | —  | —  | —  |

## Actuación de los jugadores en el torneo

### Individual masculino
| Campeón                        | Campeón                    | Finalista                  | Finalista              |
| ------------------------------ | -------------------------- | -------------------------- | ---------------------- |
| Roger Federer [2]              | Roger Federer [2]          | Marin Čilić [6]            | Marin Čilić [6]        |
| Semifinalistas                 |                            |                            |                        |
| Kyle Edmund                    | Kyle Edmund                | Hyeon Chung                | Hyeon Chung            |
| Eliminados en cuartos de final |                            |                            |                        |
| Rafael Nadal [1]               | Grigor Dimitrov [3]        | Tennys Sandgren            | Tomáš Berdych [19]     |
| Eliminados en cuarta ronda     |                            |                            |                        |
| Diego Schwartzman [24]         | Pablo Carreño [10]         | Nick Kyrgios [17]          | Andreas Seppi          |
| Dominic Thiem [5]              | Novak Djoković [14]        | Fabio Fognini [25]         | Márton Fucsovics       |
| Eliminados en tercera ronda    |                            |                            |                        |
| Damir Džumhur [28]             | Aleksandr Dolgopólov       | Gilles Müller [23]         | Ryan Harrison          |
| Andréi Rubliov [30]            | Jo-Wilfried Tsonga [15]    | Nikoloz Basilashvili       | Ivo Karlović           |
| Adrian Mannarino [26]          | Maximilian Marterer        | Albert Ramos [21]          | Alexander Zverev [4]   |
| Julien Benneteau               | Juan Martín del Potro [12] | Nicolás Kicker             | Richard Gasquet [29]   |
| Eliminados en segunda ronda    |                            |                            |                        |
| Leonardo Mayer                 | John Millman [PR]          | Casper Ruud [Q]            | Matthew Ebden          |
| Gilles Simon                   | Malek Jaziri               | Pablo Cuevas [31]          | João Sousa             |
| Mackenzie McDonald [Q]         | Marcos Baghdatis           | Viktor Troicki             | Denis Shapovalov       |
| Denis Istomin                  | Ruben Bemelmans [Q]        | Yoshihito Nishioka [PR]    | Yūichi Sugita          |
| Denis Kudla [Q]                | Jiří Veselý                | Fernando Verdasco          | Stan Wawrinka [9]      |
| Gaël Monfils                   | Tim Smyczek [WC]           | Daniil Medvédev            | Peter Gojowczyk        |
| David Goffin [7]               | Yevgueni Donskoi           | Guillermo García López     | Karen Jachanov         |
| Sam Querrey [13]               | Lukáš Lacko                | Lorenzo Sonego [Q]         | Jan-Lennard Struff     |
| Eliminados en primera ronda    |                            |                            |                        |
| Víctor Estrella                | Nicolás Jarry              | Borna Ćorić                | Paolo Lorenzi          |
| Dušan Lajović                  | Quentin Halys [Q]          | Andreas Haider-Maurer [PR] | John Isner [16]        |
| Jason Kubler [WC]              | Marius Copil               | Salvatore Caruso [Q]       | Federico Delbonis      |
| Mikhail Youzhny                | Dudi Sela                  | Dustin Brown [Q]           | Vasek Pospisil [Q]     |
| Dennis Novak [Q]               | Elias Ymer [Q]             | Yuki Bhambri [Q]           | David Ferrer           |
| Rogério Dutra da Silva         | Alex Bolt [WC]             | Stefanos Tsitsipas         | Kevin King [Q]         |
| Kevin Anderson [11]            | Pierre-Hugues Herbert      | Gerald Melzer              | Lucas Pouille [18]     |
| Philipp Kohlschreiber [27]     | Corentin Moutet [WC]       | Laslo Djere                | Jack Sock [8]          |
| Guido Pella                    | Steve Johnson              | Václav Šafránek [Q]        | Matteo Berrettini [LL] |
| Roberto Bautista [20]          | Cedrik-Marcel Stebe        | Jérémy Chardy              | Ričardas Berankis [PR] |
| Donald Young                   | Jaume Munar [Q]            | Alexei Popyrin [WC]        | Jared Donaldson        |
| Mischa Zverev [32]             | Thanasi Kokkinakis [WC]    | Mikhail Kukushkin          | Thomas Fabbiano        |
| Matthias Bachinger [Q]         | Taro Daniel                | Florian Mayer              | Horacio Zeballos       |
| Álex de Miñaur [WC]            | Benoît Paire               | Peter Polansky [LL]        | Frances Tiafoe         |
| Feliciano López                | Radu Albot                 | Jordan Thompson            | Milos Raonic [22]      |
| Blaž Kavčič                    | Robin Haase                | Soon-Woo Kwon [WC]         | Aljaž Bedene           |

### Individual femenino
| Campeona                       | Campeona               | Finalista                 | Finalista                 |
| ------------------------------ | ---------------------- | ------------------------- | ------------------------- |
| Caroline Wozniacki [2]         | Caroline Wozniacki [2] | Simona Halep [1]          | Simona Halep [1]          |
| Semifinalistas                 |                        |                           |                           |
| Angelique Kerber [21]          | Angelique Kerber [21]  | Elise Mertens             | Elise Mertens             |
| Eliminadas en cuartos de final |                        |                           |                           |
| Karolína Plíšková [6]          | Madison Keys [17]      | Elina Svitolina [4]       | Carla Suárez              |
| Eliminadas en cuarta ronda     |                        |                           |                           |
| Naomi Osaka                    | Barbora Strýcová [20]  | Su-Wei Hsieh              | Caroline Garcia [8]       |
| Petra Martić                   | Denisa Allertová [Q]   | Anett Kontaveit [32]      | Magdaléna Rybáriková [19] |
| Eliminadas en tercera ronda    |                        |                           |                           |
| Lauren Davis                   | Ashleigh Barty [18]    | Bernarda Pera [LL]        | Lucie Šafářová [29]       |
| Agnieszka Radwańska [26]       | María Sharápova        | Ana Bogdan                | Aliaksandra Sasnovich     |
| Luksika Kumkhum [Q]            | Alizé Cornet           | Magda Linette             | Marta Kostyuk [Q]         |
| Jeļena Ostapenko [7]           | Kaia Kanepi            | Kateryna Bondarenko       | Kiki Bertens [30]         |
| Eliminadas en segunda ronda    |                        |                           |                           |
| Eugénie Bouchard               | Andrea Petkovic        | Camila Giorgi             | Yelena Vesnina [16]       |
| Johanna Konta [9]              | Lara Arruabarrena      | Sorana Cîrstea            | Beatriz Haddad Maia       |
| Garbiñe Muguruza [3]           | Lesia Tsurenko         | Donna Vekić               | Anastasija Sevastova [14] |
| Yulia Putintseva               | Ekaterina Alexandrova  | Mirjana Lučić-Baroni [28] | Markéta Vondroušová       |
| Belinda Bencic                 | Irina-Camelia Begu     | Daria Gavrilova [23]      | Julia Görges [12]         |
| Shuai Zhang                    | Daria Kasatkina [22]   | Olivia Rogowska [WC]      | Kateřina Siniaková        |
| Duan Yingying                  | Mona Barthel           | Mónica Puig               | Tímea Babos               |
| Anastasiya Pavliuchenkova [15] | Kirsten Flipkens       | Nicole Gibbs              | Jana Fett                 |
| Eliminadas en primera ronda    |                        |                           |                           |
| Destanee Aiava [WC]            | Océane Dodin           | Jana Čepelová             | Petra Kvitová [27]        |
| Aryna Sabalenka                | Anna Kalinskaya [Q]    | Kristína Kučová [PR]      | Ons Jabeur                |
| Madison Brengle                | Anna Blinkova [Q]      | Richèl Hogenkamp          | Kristie Ahn [WC]          |
| Ajla Tomljanović [WC]          | Zarina Diyas           | Lizette Cabrera [WC]      | Verónica Cepede Royg      |
| Jessika Ponchet [WC]           | Lin Zhu [Q]            | Natalia Vikhlyantseva     | Kristýna Plíšková         |
| Anna-Lena Friedsam [PR]        | Nao Hibino             | Tatjana Maria             | Varvara Lepchenko         |
| Kristina Mladenovic [11]       | Heather Watson         | Polona Hercog             | Qiang Wang                |
| Shelby Rogers                  | Christina McHale       | Kurumi Nara               | Carina Witthöft           |
| Venus Williams [5]             | Johanna Larsson        | Alison Van Uytvanck       | Yekaterina Makarova [31]  |
| Irina Falconi [Q]              | Viktória Kužmová [Q]   | Xinyu Wang [WC]           | Sofia Kenin               |
| Sloane Stephens [13]           | Pauline Parmentier     | Jennifer Brady            | Anna Schmiedlová [Q]      |
| Shuai Peng [25]                | Jaimee Fourlis [WC]    | Maria Sakkari             | Ivana Jorović [Q]         |
| Francesca Schiavone            | Mariana Duque          | Monica Niculescu          | Aleksandra Krunić         |
| Dominika Cibulková [24]        | Samantha Stosur        | Magdalena Fręch [Q]       | Coco Vandeweghe [10]      |
| Kateryna Kozlova               | Viktorija Golubic [Q]  | Alison Riske              | Taylor Townsend           |
| Catherine Bellis               | Viktoriya Tomova [LL]  | Misa Eguchi [PR]          | Mihaela Buzărnescu        |

## Sumario

### Día 1 (15 de enero)
- Cabezas de serie eliminados:
  - Individual masculino:  Jack Sock [8],  Kevin Anderson [11],  John Isner [16],  Lucas Pouille [18],  Philipp Kohlschreiber [27]
  - Individual femenino:  Venus Williams [5],  Coco Vandeweghe [10],  Sloane Stephens [13],  Dominika Cibulková [24],  Shuai Peng [25],  Yekaterina Makarova [31]
- Orden de juego

| Partidos en las canchas principales                  | Partidos en las canchas principales | Partidos en las canchas principales | Partidos en las canchas principales |
| Partidos en la Rod Laver Arena                       | Partidos en la Rod Laver Arena      | Partidos en la Rod Laver Arena      | Partidos en la Rod Laver Arena      |
| Evento                                               | Ganador                             | Perdedor                            | Resultado                           |
| ---------------------------------------------------- | ----------------------------------- | ----------------------------------- | ----------------------------------- |
| Individual femenino - Primera ronda                  | Jeļena Ostapenko [7]                | Francesca Schiavone                 | 6-1, 6-4                            |
| Individual femenino - Primera ronda                  | Belinda Bencic                      | Venus Williams [5]                  | 6-3, 7-5                            |
| Individual masculino - Primera ronda                 | Grigor Dimitrov [3]                 | Dennis Novak [Q]                    | 6-3, 6-2, 6-1                       |
| Individual masculino - Primera ronda                 | Rafael Nadal [1]                    | Víctor Estrella                     | 6-1, 6-1, 6-1                       |
| Individual femenino - Primera ronda                  | Daria Gavrilova [23]                | Irina Falconi [Q]                   | 6-1, 6-1                            |
| Partidos en la Margaret Court Arena                  |                                     |                                     |                                     |
| Evento                                               | Ganador                             | Perdedor                            | Resultado                           |
| Individual femenino - Primera ronda                  | Shuai Zhang                         | Sloane Stephens [13]                | 2-6, 7-6(7-2), 6-2                  |
| Individual masculino - Primera ronda                 | Matthew Ebden                       | John Isner [16]                     | 6-4, 3-6, 6-3, 6-3                  |
| Individual femenino - Primera ronda                  | Monica Puig                         | Samantha Stosur                     | 4-6, 7-6(8-6), 6-4                  |
| Individual femenino - Primera ronda                  | Caroline Wozniacki [2]              | Mihaela Buzărnescu                  | 6-2, 6-3                            |
| Individual masculino - Primera ronda                 | Jo-Wilfried Tsonga [15]             | Kevin King [Q]                      | 6-4, 6-4, 6-1                       |
| Partidos en la Hisense Arena                         |                                     |                                     |                                     |
| Evento                                               | Ganador                             | Perdedor                            | Resultado                           |
| Individual femenino - Primera ronda                  | Julia Görges [12]                   | Sofia Kenin                         | 6-4, 6-4                            |
| Individual femenino - Primera ronda                  | Tímea Babos                         | Coco Vandeweghe [10]                | 7-6(7-4), 6-2                       |
| Individual masculino - Primera ronda                 | Marin Čilić [6]                     | Vasek Pospisil [Q]                  | 6-2, 6-2, 4-6, 7-6(7-5)             |
| Individual masculino - Primera ronda                 | Nick Kyrgios [17]                   | Rogério Dutra da Silva              | 6-1, 6-2, 6-4                       |
| Fondo de color indica un partido de la rama femenina |                                     |                                     |                                     |

### Día 2 (16 de enero)
- Cabezas de serie eliminados:
  - Individual masculino:  Roberto Bautista [20],  Miloš Raonić [22],  Mischa Zverev [32]
  - Individual femenino:  Kristina Mladenovic [11],  Petra Kvitova [27]
- Orden de juego

| Partidos en las canchas principales                  | Partidos en las canchas principales | Partidos en las canchas principales | Partidos en las canchas principales |
| Partidos en la Rod Laver Arena                       | Partidos en la Rod Laver Arena      | Partidos en la Rod Laver Arena      | Partidos en la Rod Laver Arena      |
| Evento                                               | Ganador                             | Perdedor                            | Resultado                           |
| ---------------------------------------------------- | ----------------------------------- | ----------------------------------- | ----------------------------------- |
| Individual femenino - Primera ronda                  | Karolína Plíšková [6]               | Verónica Cepede Royg                | 6-3, 6-4                            |
| Individual masculino - Primera ronda                 | Alexander Zverev [4]                | Thomas Fabbiano                     | 6-1, 7-6(7-5), 7-5                  |
| Individual femenino - Primera ronda                  | Simona Halep [1]                    | Destanee Aiava [WC]                 | 7-6(7-5), 6-1                       |
| Individual masculino - Primera ronda                 | Roger Federer [2]                   | Aljaž Bedene                        | 6-3, 6-4, 6-3                       |
| Individual femenino - Primera ronda                  | Ashleigh Barty [18]                 | Aryna Sabalenka                     | 6-7(2-7), 6-4, 6-4                  |
| Partidos en la Margaret Court Arena                  |                                     |                                     |                                     |
| Evento                                               | Ganador                             | Perdedor                            | Resultado                           |
| Individual femenino - Primera ronda                  | Caroline Garcia [8]                 | Carina Witthöft                     | 7-5, 6-3                            |
| Individual femenino - Primera ronda                  | Maria Sharapova                     | Tatjana Maria                       | 6-1, 6-4                            |
| Individual masculino - Primera ronda                 | Novak Djokovic [14]                 | Donald Young                        | 6-1, 6-2, 6-4                       |
| Individual femenino - Primera ronda                  | Garbiñe Muguruza [3]                | Jessika Ponchet [WC]                | 6-4, 6-3                            |
| Individual masculino - Primera ronda                 | Juan Martín del Potro [12]          | Frances Tiafoe                      | 6-3, 6-4, 6-3                       |
| Partidos en la Hisense Arena                         |                                     |                                     |                                     |
| Evento                                               | Ganador                             | Perdedor                            | Resultado                           |
| Individual femenino - Primera ronda                  | Johanna Konta [9]                   | Madison Brengle                     | 6-3, 6-1                            |
| Individual femenino - Primera ronda                  | Angelique Kerber [21]               | Anna-Lena Friedsam [PR]             | 6-0, 6-4                            |
| Individual masculino - Primera ronda                 | Stan Wawrinka [9]                   | Ričardas Berankis [PR]              | 6-3, 6-4, 2-6, 7-6(7-2)             |
| Individual masculino - Primera ronda                 | Tomáš Berdych [19]                  | Álex de Miñaur [WC]                 | 6-3, 3-6, 6-0, 6-1                  |
| Fondo de color indica un partido de la rama femenina |                                     |                                     |                                     |

### Día 3 (17 de enero)
- Cabezas de serie eliminados:
  - Individual masculino:  Pablo Cuevas [31]
  - Individual femenino:  Julia Görges [12],  Anastasiya Pavliuchenkova [15],  Daria Kasatkina [22],  Daria Gavrilova [23]
  - Dobles masculino:  Santiago González /  Julio Peralta [13],  Ivan Dodig /  Fernando Verdasco [14]
  - Dobles femenino:  Andreja Klepač /  María José Martínez [9]
- Orden de juego

| Partidos en las canchas principales                  | Partidos en las canchas principales | Partidos en las canchas principales | Partidos en las canchas principales |
| Partidos en la Rod Laver Arena                       | Partidos en la Rod Laver Arena      | Partidos en la Rod Laver Arena      | Partidos en la Rod Laver Arena      |
| Evento                                               | Ganador                             | Perdedor                            | Resultado                           |
| ---------------------------------------------------- | ----------------------------------- | ----------------------------------- | ----------------------------------- |
| Individual femenino - Segunda ronda                  | Elina Svitolina [4]                 | Kateřina Siniaková                  | 4-6, 6-2, 6-1                       |
| Individual femenino - Segunda ronda                  | Caroline Wozniacki [2]              | Jana Fett                           | 3-6, 6-2, 7-5                       |
| Individual masculino - Segunda ronda                 | Rafael Nadal [1]                    | Leonardo Mayer                      | 6-3, 6-4, 7-6(7-4)                  |
| Individual masculino - Segunda ronda                 | Grigor Dimitrov [3]                 | Mackenzie McDonald [Q]              | 4-6, 6-2, 6-4, 0-6, 8-6             |
| Individual femenino - Segunda ronda                  | Elise Mertens                       | Daria Gavrilova [23]                | 7-5, 6-3                            |
| Partidos en la Margaret Court Arena                  |                                     |                                     |                                     |
| Evento                                               | Ganador                             | Perdedor                            | Resultado                           |
| Individual femenino - Segunda ronda                  | Marta Kostyuk [Q]                   | Olivia Rogowska [WC]                | 6-3, 7-5                            |
| Individual masculino - Segunda ronda                 | Jo-Wilfried Tsonga [15]             | Denis Shapovalov                    | 3-6, 6-3, 1-6, 7-6(7-4), 7-5        |
| Individual femenino - Segunda ronda                  | Jeļena Ostapenko [7]                | Yingying Duan                       | 6-3, 3-6, 6-4                       |
| Individual femenino - Segunda ronda                  | Alizé Cornet                        | Julia Görges [12]                   | 6-4, 6-3                            |
| Individual masculino - Segunda ronda                 | Aleksandr Dolgopólov                | Matthew Ebden                       | 7-6(7-0), 6-3, 6-4                  |
| Partidos en la Hisense Arena                         |                                     |                                     |                                     |
| Evento                                               | Ganador                             | Perdedor                            | Resultado                           |
| Individual femenino - Segunda ronda                  | Kateryna Bondarenko                 | Anastasiya Pavliuchenkova [15]      | 6-2, 6-3                            |
| Individual femenino - Segunda ronda                  | Luksika Kumkhum [Q]                 | Belinda Bencic                      | 6-1, 6-3                            |
| Individual masculino - Segunda ronda                 | Marin Čilić [6]                     | João Sousa                          | 6-1, 7-5, 6-2                       |
| Individual masculino - Segunda ronda                 | Nick Kyrgios [17]                   | Viktor Troicki                      | 7-5, 6-4, 7-6(7-2)                  |
| Fondo de color indica un partido de la rama femenina |                                     |                                     |                                     |

### Día 4 (18 de enero)
- Cabezas de serie eliminados:
  - Individual masculino:  David Goffin [7],  Stan Wawrinka [9],  Sam Querrey [13]
  - Individual femenino:  Garbiñe Muguruza [3],  Johanna Konta [9],  Anastasija Sevastova [14],  Yelena Vesnina [16],  Mirjana Lučić-Baroni [28]
  - Dobles masculino:  Raven Klaasen /  Michael Venus [8],  Pablo Cuevas /  Horacio Zeballos [12]
  - Dobles femenino:  Kiki Bertens /  Johanna Larsson [7]
- Orden de juego

| Partidos en las canchas principales                  | Partidos en las canchas principales | Partidos en las canchas principales | Partidos en las canchas principales |
| Partidos en la Rod Laver Arena                       | Partidos en la Rod Laver Arena      | Partidos en la Rod Laver Arena      | Partidos en la Rod Laver Arena      |
| Evento                                               | Ganador                             | Perdedor                            | Resultado                           |
| ---------------------------------------------------- | ----------------------------------- | ----------------------------------- | ----------------------------------- |
| Individual femenino - Segunda ronda                  | Maria Sharapova                     | Anastasija Sevastova [14]           | 6-1, 7-6(7-4)                       |
| Individual femenino - Segunda ronda                  | Su-Wei Hsieh                        | Garbiñe Muguruza [3]                | 7-6(7-1), 6-4                       |
| Individual masculino - Segunda ronda                 | Novak Djokovic [14]                 | Gaël Monfils                        | 4-6, 6-3, 6-1, 6-3                  |
| Individual femenino - Segunda ronda                  | Ashleigh Barty [18]                 | Camila Giorgi                       | 5-7, 6-4, 6-1                       |
| Individual masculino - Segunda ronda                 | Roger Federer [2]                   | Jan-Lennard Struff                  | 6-4, 6-4, 7-6(7-4)                  |
| Partidos en la Margaret Court Arena                  |                                     |                                     |                                     |
| Evento                                               | Ganador                             | Perdedor                            | Resultado                           |
| Individual masculino - Segunda ronda                 | Dominic Thiem [5]                   | Denis Kudla [Q]                     | 6-7(6-8), 3-6, 6-3, 6-2, 6-3        |
| Individual femenino - Segunda ronda                  | Angelique Kerber [21]               | Donna Vekić                         | 6-4, 6-1                            |
| Individual femenino - Segunda ronda                  | Madison Keys [17]                   | Ekaterina Alexandrova               | 6-0, 6-1                            |
| Individual femenino - Segunda ronda                  | Simona Halep [1]                    | Eugenie Bouchard                    | 6-2, 6-2                            |
| Individual masculino - Segunda ronda                 | Tennys Sandgren                     | Stan Wawrinka [9]                   | 6-2, 6-1, 6-4                       |
| Partidos en la Hisense Arena                         |                                     |                                     |                                     |
| Evento                                               | Ganador                             | Perdedor                            | Resultado                           |
| Individual femenino - Segunda ronda                  | Caroline Garcia [8]                 | Markéta Vondroušová                 | 6-7(3-7), 6-2, 8-6                  |
| Individual femenino - Segunda ronda                  | Karolína Plíšková [6]               | Beatriz Haddad Maia                 | 6-1, 6-1                            |
| Individual masculino - Segunda ronda                 | Juan Martín del Potro [12]          | Karen Jachanov                      | 6-4, 7-6(7-4), 6-7(0-7), 6-4        |
| Individual masculino - Segunda ronda                 | Alexander Zverev [4]                | Peter Gojowczyk                     | 6-1, 6-3, 4-6, 6-3                  |
| Fondo de color indica un partido de la rama femenina |                                     |                                     |                                     |

### Día 5 (19 de enero)
- Cabezas de serie eliminados:
  - Individual masculino:  Jo-Wilfried Tsonga [15],  Gilles Müller [23],  Damir Džumhur [28],  Andréi Rubliov [30]
  - Individual femenino:  Jelena Ostapenko [7],  Kiki Bertens [30]
  - Dobles masculino:  Henri Kontinen /  John Peers [2],  Feliciano López /  Marc López [9]
- Orden de juego

| Partidos en las canchas principales                  | Partidos en las canchas principales | Partidos en las canchas principales | Partidos en las canchas principales    |
| Partidos en la Rod Laver Arena                       | Partidos en la Rod Laver Arena      | Partidos en la Rod Laver Arena      | Partidos en la Rod Laver Arena         |
| Evento                                               | Ganador                             | Perdedor                            | Resultado                              |
| ---------------------------------------------------- | ----------------------------------- | ----------------------------------- | -------------------------------------- |
| Individual femenino - Tercera ronda                  | Petra Martić                        | Luksika Kumkhum [Q]                 | 6-3, 3-6, 7-5                          |
| Individual femenino - Tercera ronda                  | Elina Svitolina [4]                 | Marta Kostyuk [Q]                   | 6-2, 6-2                               |
| Individual masculino - Tercera ronda                 | Grigor Dimitrov [3]                 | Andréi Rubliov [30]                 | 6-3, 4-6, 6-4, 6-4                     |
| Individual masculino - Tercera ronda                 | Nick Kyrgios [17]                   | Jo-Wilfried Tsonga [15]             | 7-6(7-5), 4-6, 7-6(8-6), 7-6(7-5)      |
| Individual femenino - Tercera ronda                  | Caroline Wozniacki [2]              | Kiki Bertens [30]                   | 6-4, 6-3                               |
| Partidos en la Margaret Court Arena                  |                                     |                                     |                                        |
| Evento                                               | Ganador                             | Perdedor                            | Resultado                              |
| Individual femenino - Tercera ronda                  | Denisa Allertová [Q]                | Magda Linette                       | 6-1, 6-4                               |
| Individual masculino - Tercera ronda                 | Pablo Carreño [10]                  | Gilles Müller [23]                  | 7-6(7-4), 4-6, 7-5, 7-5                |
| Individual femenino - Tercera ronda                  | Magdaléna Rybáriková [19]           | Kateryna Bondarenko                 | 7-5, 3-6, 6-1                          |
| Individual masculino - Tercera ronda                 | Rafael Nadal [1]                    | Damir Džumhur [28]                  | 6-1, 6-3, 6-1                          |
| Individual femenino - Tercera ronda                  | Anett Kontaveit [32]                | Jeļena Ostapenko [7]                | 6-3, 1-6, 6-3                          |
| Partidos en la Hisense Arena                         |                                     |                                     |                                        |
| Evento                                               | Ganador                             | Perdedor                            | Resultado                              |
| Dobles masculino - Segunda ronda                     | Bob Bryan [18] Mike Bryan [18]      | Max Mirnyi Philipp Oswald           | 6-7(5-7), 6-4, 6-4                     |
| Individual femenino - Tercera ronda                  | Elise Mertens                       | Alizé Cornet                        | 7-5, 6-4                               |
| Individual masculino - Tercera ronda                 | Andreas Seppi                       | Ivo Karlović                        | 6-3, 7-6(7-4), 6-7(3-7), 6-7(5-7), 9-7 |
| Individual masculino - Tercera ronda                 | Marin Čilić [6]                     | Ryan Harrison                       | 7-6(7-4), 6-3, 7-6(7-4)                |
| Fondo de color indica un partido de la rama femenina |                                     |                                     |                                        |

### Día 6 (20 de enero)
- Cabezas de serie eliminados:
  - Individual masculino:  Alexander Zverev [4],  Juan Martín del Potro [12],  Albert Ramos [21],  Adrian Mannarino [26],  Richard Gasquet [29]
  - Individual femenino:  Ashleigh Barty [18],  Agnieszka Radwańska [26],  Lucie Šafářová [29]
  - Dobles masculino:  Jean-Julien Rojer /  Horia Tecău [3],  Pierre-Hugues Herbert /  Nicolas Mahut [4],  Jamie Murray /  Bruno Soares [5]
  - Dobles femenino:  Ashleigh Barty /  Casey Dellacqua [3],  Alicja Rosolska /  Abigail Spears [15]
- Orden de juego (enlace roto disponible en Internet Archive; véase el historial, la primera versión y la última).

| Partidos en las canchas principales                  | Partidos en las canchas principales | Partidos en las canchas principales | Partidos en las canchas principales |
| Partidos en la Rod Laver Arena                       | Partidos en la Rod Laver Arena      | Partidos en la Rod Laver Arena      | Partidos en la Rod Laver Arena      |
| Evento                                               | Ganador                             | Perdedor                            | Resultado                           |
| ---------------------------------------------------- | ----------------------------------- | ----------------------------------- | ----------------------------------- |
| Individual femenino - Tercera ronda                  | Simona Halep [1]                    | Lauren Davis                        | 4-6, 6-4, 15-13                     |
| Individual masculino - Tercera ronda                 | Hyeon Chung                         | Alexander Zverev [4]                | 5-7, 7-6(7-3), 2-6, 6-3, 6-0        |
| Individual femenino - Tercera ronda                  | Naomi Osaka                         | Ashleigh Barty [18]                 | 6-4, 6-2                            |
| Individual femenino - Tercera ronda                  | Angelique Kerber [21]               | María Sharápova                     | 6-1, 6-3                            |
| Individual masculino - Tercera ronda                 | Roger Federer [2]                   | Richard Gasquet [29]                | 6-2, 7-5, 6-4                       |
| Partidos en la Margaret Court Arena                  |                                     |                                     |                                     |
| Evento                                               | Ganador                             | Perdedor                            | Resultado                           |
| Individual femenino - Tercera ronda                  | Madison Keys [17]                   | Ana Bogdan                          | 6-3, 6-4                            |
| Individual femenino - Tercera ronda                  | Karolína Plíšková [6]               | Lucie Šafářová [29]                 | 7-6(8-6), 7-5                       |
| Individual masculino - Tercera ronda                 | Dominic Thiem [5]                   | Adrian Mannarino [26]               | 6-4, 6-2, 7-5                       |
| Individual masculino - Tercera ronda                 | Novak Djokovic [14]                 | Albert Ramos [21]                   | 6-2, 6-3, 6-3                       |
| Individual femenino - Tercera ronda                  | Su-Wei Hsieh                        | Agnieszka Radwańska [26]            | 6-2, 7-5                            |
| Partidos en la Hisense Arena                         |                                     |                                     |                                     |
| Evento                                               | Ganador                             | Perdedor                            | Resultado                           |
| Dobles masculino leyendas - Fase de grupos           | Thomas Johansson Mats Wilander      | John McEnroe Patrick McEnroe        | 4-3(5-3), 1-4, 4-2                  |
| Individual femenino - Tercera ronda                  | Caroline Garcia [8]                 | Aliaksandra Sasnovich               | 6-3, 5-7, 6-2                       |
| Individual masculino - Tercera ronda                 | Fabio Fognini [25]                  | Julien Benneteau                    | 3-6, 6-2, 6-1, 4-6, 6-3             |
| Individual masculino - Tercera ronda                 | Tomáš Berdych [19]                  | Juan Martín del Potro [12]          | 6-3, 6-3, 6-2                       |
| Fondo de color indica un partido de la rama femenina |                                     |                                     |                                     |

### Día 7 (21 de enero)
- Cabezas de serie eliminados:
  - Individual masculino:  Pablo Carreño [10],  Nick Kyrgios [17],  Diego Schwartzman [24]
  - Individual femenino:  Magdaléna Rybáriková [19],  Anett Kontaveit [32]
  - Dobles femenino:  Raquel Atawo /  Anna-Lena Grönefeld [12],  Nicole Melichar /  Květa Peschke [13]
- Orden de juego

| Partidos en las canchas principales                  | Partidos en las canchas principales           | Partidos en las canchas principales      | Partidos en las canchas principales |
| Partidos en la Rod Laver Arena                       | Partidos en la Rod Laver Arena                | Partidos en la Rod Laver Arena           | Partidos en la Rod Laver Arena      |
| Evento                                               | Ganador                                       | Perdedor                                 | Resultado                           |
| ---------------------------------------------------- | --------------------------------------------- | ---------------------------------------- | ----------------------------------- |
| Individual femenino - Cuarta ronda                   | Carla Suárez                                  | Anett Kontaveit [32]                     | 4-6, 6-4, 8-6                       |
| Individual femenino - Cuarta ronda                   | Caroline Wozniacki [2]                        | Magdaléna Rybáriková [19]                | 6-3, 6-0                            |
| Individual masculino - Cuarta ronda                  | Rafael Nadal [1]                              | Diego Schwartzman [24]                   | 6-3, 6-7(4-7), 6-3, 6-3             |
| Individual masculino - Cuarta ronda                  | Grigor Dimitrov [3]                           | Nick Kyrgios [17]                        | 7-6(7-3), 7-6(7-4), 4-6, 7-6(7-4)   |
| Individual femenino - Cuarta ronda                   | Elina Svitolina [4]                           | Denisa Allertová [Q]                     | 6-3, 6-0                            |
| Partidos en la Margaret Court Arena                  |                                               |                                          |                                     |
| Evento                                               | Ganador                                       | Perdedor                                 | Resultado                           |
| Dobles femenino - Tercera ronda                      | Irina-Camelia Begu [10] Monica Niculescu [10] | Nadiia Kichenok Anastasia Rodionova      | 4-1 ret.                            |
| Individual masculino - Cuarta ronda                  | Marin Čilić [6]                               | Pablo Carreño [10]                       | 6-7(2-7), 6-3, 7-6(7-0), 7-6(7-3)   |
| Individual femenino - Cuarta ronda                   | Elise Mertens                                 | Petra Martić                             | 7-6(7-5), 7-5                       |
| Dobles mixto - Primera ronda                         | Tímea Babos [5] Rohan Bopanna [5]             | Ellen Perez [WC] Andrew Whittington [WC] | 6-2, 6-4                            |
| Partidos en la Hisense Arena                         |                                               |                                          |                                     |
| Evento                                               | Ganador                                       | Perdedor                                 | Resultado                           |
| Dobles masculino leyendas - Fase de grupos           | John McEnroe Patrick McEnroe                  | Mansour Bahrami Fabrice Santoro          | 2-4, 4-0, 4-3(5-1)                  |
| Dobles masculino - Tercera ronda                     | Bob Bryan [6] Mike Bryan [6]                  | Jérémy Chardy Fabrice Martin             | 6-7(2-7), 7-6(7-5), 6-3             |
| Dobles masculino - Tercera ronda                     | Samuel Groth [WC] Lleyton Hewitt [WC]         | Pablo Andújar [PR] Albert Ramos [PR]     | 3-3 ret.                            |
| Individual masculino - Cuarta ronda                  | Kyle Edmund                                   | Andreas Seppi                            | 6-7(4-7), 7-5, 6-2, 6-3             |
| Dobles mixto - Primera ronda                         | Demi Schuurs Jean-Julien Rojer                | Monique Adamczak [WC] Matthew Ebden [WC] | 7-5, 6-4                            |
| Fondo de color indica un partido de la rama femenina |                                               |                                          |                                     |

### Día 8 (22 de enero)
- Cabezas de serie eliminados:
  - Individual masculino:  Dominic Thiem [5],  Novak Djokovic [14],  Fabio Fognini [25]
  - Individual femenino:  Caroline Garcia [8],  Barbora Strýcová [20]
  - Dobles masculino:  Rohan Bopanna /  Édouard Roger-Vasselin [10],  Rajeev Ram /  Divij Sharan [16]
  - Dobles femenino:  Shuko Aoyama /  Zhaoxuan Yang [11],  Hao-Ching Chan /  Katarina Srebotnik [14],  Barbora Krejčíková /  Kateřina Siniaková [16]
  - Dobles mixto:  Yung-Jan Chan /  Jamie Murray [1],  Casey Dellacqua /  John Peers [2],  Květa Peschke /  Henri Kontinen [4]
- Orden de juego

| Partidos en las canchas principales                  | Partidos en las canchas principales     | Partidos en las canchas principales         | Partidos en las canchas principales |
| Partidos en la Rod Laver Arena                       | Partidos en la Rod Laver Arena          | Partidos en la Rod Laver Arena              | Partidos en la Rod Laver Arena      |
| Evento                                               | Ganador                                 | Perdedor                                    | Resultado                           |
| ---------------------------------------------------- | --------------------------------------- | ------------------------------------------- | ----------------------------------- |
| Individual femenino - Cuarta ronda                   | Madison Keys [17]                       | Caroline Garcia [8]                         | 6-3, 6-2                            |
| Individual femenino - Cuarta ronda                   | Angelique Kerber [21]                   | Su-Wei Hsieh                                | 4-6, 7-5, 6-2                       |
| Individual masculino - Cuarta ronda                  | Roger Federer [2]                       | Márton Fucsovics                            | 6-4, 7-6(7-3), 6-2                  |
| Individual masculino - Cuarta ronda                  | Hyeon Chung                             | Novak Djokovic [14]                         | 7-6(7-4), 7-5, 7-6(7-3)             |
| Individual femenino - Cuarta ronda                   | Karolína Plíšková [6]                   | Barbora Strýcová [20]                       | 6-7(5-7), 6-3, 6-2                  |
| Partidos en la Margaret Court Arena                  |                                         |                                             |                                     |
| Evento                                               | Ganador                                 | Perdedor                                    | Resultado                           |
| Dobles femenino - Tercera ronda                      | Yung-Jan Chan [1] Andrea Hlaváčková [1] | Hao-Ching Chan [14] Katarina Srebotnik [14] | 6-3, 6-2                            |
| Individual masculino - Cuarta ronda                  | Tomáš Berdych [19]                      | Fabio Fognini [25]                          | 6-1, 6-4, 6-4                       |
| Dobles femenino - Tercera ronda                      | Tímea Babos Kristina Mladenovic [5]     | Viktorija Golubic Nina Stojanović           | 7-5, 6-2                            |
| Individual femenino - Cuarta ronda                   | Simona Halep [1]                        | Naomi Osaka                                 | 6-3, 6-2                            |
| Partidos en la Hisense Arena                         |                                         |                                             |                                     |
| Evento                                               | Ganador                                 | Perdedor                                    | Resultado                           |
| Dobles masculino leyendas - Fase de grupos           | Wayne Ferreira Goran Ivanišević         | Thomas Enqvist Todd Woodbridge              | 4-2, 4-3(5-2)                       |
| Dobles masculino - Tercera ronda                     | Łukasz Kubot [1] Marcelo Melo [1]       | Rajeev Ram [16] Divij Sharan [16]           | 3-6, 7-6(7-4), 6-4                  |
| Dobles masculino - Tercera ronda                     | Ben McLachlan Jan-Lennard Struff        | Pablo Carreño Guillermo García López        | 6-4, 7-6(7-5)                       |
| Individual masculino - Cuarta ronda                  | Tennys Sandgren                         | Dominic Thiem [5]                           | 6-2, 4-6, 7-6(7-4), 6-7(7-9), 6-3   |
| Fondo de color indica un partido de la rama femenina |                                         |                                             |                                     |

### Día 9 (23 de enero)
- Cabezas de serie eliminados:
  - Individual masculino:  Rafael Nadal [1],  Grigor Dimitrov [3]
  - Individual femenino:  Elina Svitolina [4]
  - Dobles masculino:  Łukasz Kubot / Marcelo Melo [1],  Marcin Matkowski /  Aisam-ul-Haq Qureshi [15]
  - Dobles femenino:  Yung-Jan Chan /  Andrea Hlaváčková [1],  Lucie Šafářová /  Barbora Strýcová [4],  Gabriela Dabrowski /  Xu Yifan [6]
  - Dobles mixto:  Hao-Ching Chan /  Michael Venus [7]
- Orden de juego

| Partidos en las canchas principales                  | Partidos en las canchas principales              | Partidos en las canchas principales             | Partidos en las canchas principales |
| Partidos en la Rod Laver Arena                       | Partidos en la Rod Laver Arena                   | Partidos en la Rod Laver Arena                  | Partidos en la Rod Laver Arena      |
| Evento                                               | Ganador                                          | Perdedor                                        | Resultado                           |
| ---------------------------------------------------- | ------------------------------------------------ | ----------------------------------------------- | ----------------------------------- |
| Dobles masculino - Cuartos de final                  | Bob Bryan [6] Mike Bryan [6]                     | Marcin Matkowski [15] Aisam-ul-Haq Qureshi [15] | 6-1, 6-4                            |
| Individual femenino - Cuartos de final               | Elise Mertens                                    | Elina Svitolina [4]                             | 6-4, 6-0                            |
| Individual masculino - Cuartos de final              | Kyle Edmund                                      | Grigor Dimitrov [3]                             | 6-4, 3-6, 6-3, 6-4                  |
| Individual masculino - Cuartos de final              | Marin Čilić [6]                                  | Rafael Nadal [1]                                | 3-6, 6-3, 6-7(5-7), 6-2, 2-0, ret.  |
| Individual femenino - Cuartos de final               | Caroline Wozniacki [2]                           | Carla Suárez                                    | 6-0, 6-7(3-7), 6-2                  |
| Partidos en la Margaret Court Arena                  |                                                  |                                                 |                                     |
| Evento                                               | Ganador                                          | Perdedor                                        | Resultado                           |
| Dobles masculino leyendas - Fase de grupos           | Jacco Eltingh Paul Haarhuis                      | Thomas Enqvist Todd Woodbridge                  | 4-1, 1-4, 4-3(5-4)                  |
| Dobles masculino - Cuartos de final                  | Ben McLachlan Jan-Lennard Struff                 | Łukasz Kubot [1] Marcelo Melo [1]               | 6-4, 6-7(4-7), 7-6(7-5)             |
| Dobles femenino - Cuartos de final                   | Yekaterina Makarova [2] Yelena Vesnina [2]       | Gabriela Dabrowski [6] Xu Yifan [6]             | 0-6, 6-1, 7-6(7-2)                  |
| Dobles mixto - Segunda ronda                         | Andrea Hlaváčková [6] Édouard Roger-Vasselin [6] | Nadiia Kichenok Marcel Granollers               | 6-2, 7-5                            |
| Dobles mixto - Segunda ronda                         | Gabriela Dabrowski [8] Mate Pavić [8]            | Demi Schuurs Jean-Julien Rojer                  | 6-1, 6-3                            |
| Fondo de color indica un partido de la rama femenina |                                                  |                                                 |                                     |

### Día 10 (24 de enero)
- Cabezas de serie eliminados:
  - Individual masculino:  Tomáš Berdych [19]
  - Individual femenino:  Karolína Plíšková [6],  Madison Keys [17]
  - Dobles femenino:  Su-Wei Hsieh /  Shuai Peng [8],  Irina-Camelia Begu /  Monica Niculescu [10]
- Orden de juego

| Partidos en las canchas principales                  | Partidos en las canchas principales         | Partidos en las canchas principales   | Partidos en las canchas principales |
| Partidos en la Rod Laver Arena                       | Partidos en la Rod Laver Arena              | Partidos en la Rod Laver Arena        | Partidos en la Rod Laver Arena      |
| Evento                                               | Ganador                                     | Perdedor                              | Resultado                           |
| ---------------------------------------------------- | ------------------------------------------- | ------------------------------------- | ----------------------------------- |
| Individual femenino - Cuartos de final               | Angelique Kerber [21]                       | Madison Keys [17]                     | 6-1, 6-2                            |
| Individual masculino - Cuartos de final              | Hyeon Chung                                 | Tennys Sandgren                       | 6-4, 7-6(7-5), 6-3                  |
| Individual femenino - Cuartos de final               | Simona Halep [1]                            | Karolína Plíšková [6]                 | 6-3, 6-2                            |
| Individual masculino - Cuartos de final              | Roger Federer [2]                           | Tomáš Berdych [19]                    | 7-6(7-1), 6-3, 6-4                  |
| Partidos en la Margaret Court Arena                  |                                             |                                       |                                     |
| Evento                                               | Ganador                                     | Perdedor                              | Resultado                           |
| Dobles masculino leyendas - Fase de grupos           | Mansour Bahrami Fabrice Santoro             | Thomas Johansson Mats Wilander        | 3-4(2-5), 4-1, 4-3(5-4)             |
| Dobles femenino - Semifinales                        | Tímea Babos [5] Kristina Mladenovic [5]     | Su-Wei Hsieh [8] Shuai Peng [8]       | 6-4, 6-2                            |
| Dobles masculino - Cuartos de final                  | Oliver Marach [7] Mate Pavić [7]            | Marcus Daniell Dominic Inglot         | 6-4, 6-7(10-12), 7-6(7-5)           |
| Dobles masculino - Cuartos de final                  | Juan Sebastián Cabal [11] Robert Farah [11] | Samuel Groth [WC] Lleyton Hewitt [WC] | 6-4, 7-5                            |
| Fondo de color indica un partido de la rama femenina |                                             |                                       |                                     |

### Día 11 (25 de enero)
- Cabezas de serie eliminados:
  - Individual femenino:  Angelique Kerber [21]
  - Dobles masculino:  Bob Bryan /  Mike Bryan [6]
  - Dobles mixto:  Andrea Hlaváčková /  Édouard Roger-Vasselin [6]
- Orden de juego

| Partidos en las canchas principales                  | Partidos en las canchas principales         | Partidos en las canchas principales              | Partidos en las canchas principales |
| Partidos en la Rod Laver Arena                       | Partidos en la Rod Laver Arena              | Partidos en la Rod Laver Arena                   | Partidos en la Rod Laver Arena      |
| Evento                                               | Ganador                                     | Perdedor                                         | Resultado                           |
| ---------------------------------------------------- | ------------------------------------------- | ------------------------------------------------ | ----------------------------------- |
| Dobles mixto - Cuartos de final                      | María José Martínez Marcelo Demoliner       | Storm Sanders [WC] Marc Polmans [WC]             | 7-5, 6-4                            |
| Individual femenino - Semifinales                    | Caroline Wozniacki [2]                      | Elise Mertens                                    | 6-3, 7-6(7-2)                       |
| Individual femenino - Semifinales                    | Simona Halep [1]                            | Angelique Kerber [21]                            | 6-3, 4-6, 9-7                       |
| Individual masculino - Semifinales                   | Marin Čilić [6]                             | Kyle Edmund                                      | 6-2, 7-6(7-4), 6-2                  |
| Dobles masculino - Semifinales                       | Juan Sebastián Cabal [11] Robert Farah [11] | Bob Bryan [6] Mike Bryan [6]                     | 7-6(7-1), 7-5                       |
| Partidos en la Margaret Court Arena                  |                                             |                                                  |                                     |
| Evento                                               | Ganador                                     | Perdedor                                         | Resultado                           |
| Dobles masculino leyendas - Fase de grupos           | Henri Leconte Mark Philippoussis            | Thomas Enqvist Todd Woodbridge                   | 4-3(5-2), 4-2                       |
| Dobles masculino - Semifinales                       | Oliver Marach [7] Mate Pavić [7]            | Ben McLachlan Jan-Lennard Struff                 | 4-6, 7-5, 7-6(7-4)                  |
| Dobles mixto - Cuartos de final                      | Yekaterina Makarova [3] Bruno Soares [3]    | Andrea Hlaváčková [6] Édouard Roger-Vasselin [6] | 6-2, 4-6, [13-11]                   |
| Dobles mixto - Cuartos de final                      | Gabriela Dabrowski [8] Mate Pavić [8]       | Johanna Larsson Matwé Middelkoop                 | 6-3, 7-6(7-0)                       |
| Fondo de color indica un partido de la rama femenina |                                             |                                                  |                                     |

### Día 12 (26 de enero)
- Cabezas de serie eliminados:
  - Dobles femenino:  Yekaterina Makarova /  Yelena Vesnina [2]
  - Dobles mixto:  Yekaterina Makarova /  Bruno Soares [3]
- Orden de juego

| Partidos en las canchas principales                  | Partidos en las canchas principales     | Partidos en las canchas principales        | Partidos en las canchas principales |
| Partidos en la Rod Laver Arena                       | Partidos en la Rod Laver Arena          | Partidos en la Rod Laver Arena             | Partidos en la Rod Laver Arena      |
| Evento                                               | Ganador                                 | Perdedor                                   | Resultado                           |
| ---------------------------------------------------- | --------------------------------------- | ------------------------------------------ | ----------------------------------- |
| Dobles masculino leyendas                            | Pat Cash Mark Woodforde                 | Mansour Bahrami Fabrice Santoro            | 4-3(5-4), 1-4, 4-2                  |
| Dobles femenino - Final                              | Tímea Babos [5] Kristina Mladenovic [5] | Yekaterina Makarova [2] Yelena Vesnina [2] | 6-4, 6-3                            |
| Individual masculino - Semifinales                   | Roger Federer [2]                       | Hyeon Chung                                | 6-1, 5-2, ret.                      |
| Fondo de color indica un partido de la rama femenina |                                         |                                            |                                     |

### Día 13 (27 de enero)
- Cabezas de serie eliminados:
  - Individual femenino:  Simona Halep [1]
  - Dobles masculino:  Juan Sebastián Cabal /  Robert Farah [11]
- Orden de juego

| Partidos en las canchas principales                  | Partidos en las canchas principales | Partidos en las canchas principales         | Partidos en las canchas principales |
| Partidos en la Rod Laver Arena                       | Partidos en la Rod Laver Arena      | Partidos en la Rod Laver Arena              | Partidos en la Rod Laver Arena      |
| Evento                                               | Ganador                             | Perdedor                                    | Resultado                           |
| ---------------------------------------------------- | ----------------------------------- | ------------------------------------------- | ----------------------------------- |
| Individual femenino - Final                          | Caroline Wozniacki [2]              | Simona Halep [1]                            | 7-6(7-2), 3-6, 6-4                  |
| Dobles masculino - Final                             | Oliver Marach [7] Mate Pavić [7]    | Juan Sebastián Cabal [11] Robert Farah [11] | 6-4, 6-4                            |
| Fondo de color indica un partido de la rama femenina |                                     |                                             |                                     |

### Día 14 (28 de enero)
- Cabezas de serie eliminados:
  - Individual masculino:  Marin Čilić [6]
  - Dobles mixto:  Tímea Babos /  Rohan Bopanna [5]
- Orden de juego

| Partidos en las canchas principales                  | Partidos en las canchas principales   | Partidos en las canchas principales | Partidos en las canchas principales |
| Partidos en la Rod Laver Arena                       | Partidos en la Rod Laver Arena        | Partidos en la Rod Laver Arena      | Partidos en la Rod Laver Arena      |
| Evento                                               | Ganador                               | Perdedor                            | Resultado                           |
| ---------------------------------------------------- | ------------------------------------- | ----------------------------------- | ----------------------------------- |
| Dobles mixto - Final                                 | Gabriela Dabrowski [8] Mate Pavić [8] | Tímea Babos [5] Rohan Bopanna [5]   | 2-6, 6-4, [11-9]                    |
| Individual masculino - Final                         | Roger Federer [2]                     | Marin Čilić                         | 6-2, 6-7(5-7), 6-3, 3-6, 6-1        |
| Fondo de color indica un partido de la rama femenina |                                       |                                     |                                     |

## Cabezas de serie
Los siguientes son los jugadores clasificados y los jugadores más importantes que se han retirado del evento. Las posiciones se organizan de acuerdo con las clasificaciones ATP y WTA del 8 de enero de 2018, mientras que los puntos por defender son a partir del 15 de enero de 2018. Los nuevos puntos proceden del 29 de enero de 2018.

### Individual masculino
| N° | Clasif | Jugador               | Puntos | Puntos por defender | Puntos ganados | Nuevos puntos | Ronda hasta la que avanzó en el torneo             |
| 1  | 1      | Rafael Nadal          | 10 600 | 1200                | 360            | 9760          | Cuartos de final, se retiró ante Marin Čilić [6]   |
| 2  | 2      | Roger Federer         | 9605   | 2000                | 2000           | 9605          | Campeón, venció a Marin Čilić [6]                  |
| 3  | 3      | Grigor Dimitrov       | 4990   | 720                 | 360            | 4630          | Cuartos de final, perdió ante Kyle Edmund          |
| 4  | 4      | Alexander Zverev      | 4610   | 90                  | 90             | 4610          | Tercera ronda, perdió ante Hyeon Chung             |
| 5  | 5      | Dominic Thiem         | 4060   | 180                 | 180            | 4060          | Cuarta ronda vs Tennys Sandgren                    |
| 6  | 6      | Marin Čilić           | 3805   | 45                  | 1200           | 4960          | Final, perdió ante Roger Federer [2]               |
| 7  | 7      | David Goffin          | 3775   | 360                 | 45             | 3460          | Segunda ronda, perdió ante Julien Benneteau        |
| 8  | 9      | Jack Sock             | 2960   | 90                  | 10             | 2880          | Primera ronda, perdió ante Yuichi Sugita           |
| 9  | 8      | Stan Wawrinka         | 3060   | 720                 | 45             | 2385          | Segunda ronda, perdió ante Tennys Sandgren         |
| 10 | 11     | Pablo Carreño         | 2615   | 90                  | 180            | 2705          | Cuarta ronda, perdió ante Marin Čilić [6]          |
| 11 | 12     | Kevin Anderson        | 2610   | 0                   | 10             | 2620          | Primera ronda, perdió ante Kyle Edmund             |
| 12 | 10     | Juan Martin del Potro | 2725   | 0                   | 90             | 2815          | Tercera ronda, perdió ante Tomáš Berdych [19]      |
| 13 | 13     | Sam Querrey           | 2535   | 90                  | 45             | 2490          | Segunda ronda, perdió ante Márton Fucsovics        |
| 14 | 14     | Novak Djokovic        | 2335   | 45                  | 180            | 2470          | Cuarta ronda, perdió ante Hyeon Chung              |
| 15 | 15     | Jo-Wilfried Tsonga    | 2320   | 360                 | 90             | 2050          | Tercera ronda, perdió ante Nick Kyrgios [7]        |
| 16 | 16     | John Isner            | 2265   | 45                  | 10             | 2230          | Primera ronda, perdió ante Matthew Ebden           |
| 17 | 17     | Nick Kyrgios          | 2260   | 45                  | 180            | 2395          | Cuarta ronda, perdió ante Grigor Dimitrov [3]      |
| 18 | 18     | Lucas Pouille         | 2235   | 10                  | 10             | 2235          | Primera ronda, perdió ante Ruben Bemelmans [Q]     |
| 19 | 20     | Tomáš Berdych         | 2050   | 90                  | 360            | 2320          | Cuartos de final, perdió ante vs Roger Federer [2] |
| 20 | 21     | Roberto Bautista      | 2015   | 180                 | 10             | 1845          | Primera ronda, perdió ante Fernando Verdasco       |
| 21 | 22     | Albert Ramos          | 1845   | 10                  | 90             | 1925          | Tercera ronda, perdió ante Novak Djokovic [14]     |
| 22 | 23     | Miloš Raonić          | 1750   | 360                 | 10             | 1400          | Primera ronda, perdió ante Lukas Lacko             |
| 23 | 28     | Gilles Müller         | 1490   | 45                  | 90             | 1535          | Tercera ronda, perdió ante Pablo Carreño [10]      |
| 24 | 26     | Diego Schwartzman     | 1675   | 45                  | 180            | 1810          | Cuarta ronda, perdió ante Rafael Nadal [1]         |
| 25 | 25     | Fabio Fognini         | 1715   | 45                  | 180            | 1850          | Cuarta ronda, perdió ante Tomáš Berdych [19]       |
| 26 | 27     | Adrian Mannarino      | 1625   | 10                  | 90             | 1705          | Tercera ronda, perdió ante Dominic Thiem [5]       |
| 27 | 29     | Philipp Kohlschreiber | 1415   | 90                  | 10             | 1335          | Primera ronda, perdió ante Yoshihito Nishioka      |
| 28 | 30     | Damir Džumhur         | 1391   | 10                  | 90             | 1471          | Tercera ronda vs Rafael Nadal [1]                  |
| 29 | 31     | Richard Gasquet       | 1375   | 90                  | 90             | 1375          | Tercera ronda, perdió ante Roger Federer [2]       |
| 30 | 32     | Andréi Rubliov        | 1373   | 70+60               | 90+6           | 1339          | Tercera ronda, perdió ante Grigor Dimitrov [3]     |
| 31 | 34     | Pablo Cuevas          | 1345   | 10                  | 45             | 1380          | Segunda ronda, perdió ante Ryan Harrison           |
| 32 | 35     | Mischa Zverev         | 1302   | 360                 | 10             | 952           | Primera ronda, perdió ante Hyeon Chung             |

#### Bajas masculinas notables
| Clasif | Jugador       | Puntos | Puntos por defender | Puntos ganados | Nuevos puntos | Motivo              |
| ------ | ------------- | ------ | ------------------- | -------------- | ------------- | ------------------- |
| 19     | Andy Murray   | 2140   | 180                 | 0              | 1960          | Lesión de cadera    |
| 24     | Kei Nishikori | 1735   | 180                 | 0              | 1555          | Lesión de la muñeca |

### Individual femenino
| N° | Clasif | Jugadora                  | Puntos | Puntos por defender | Puntos ganados | Nuevos puntos | Ronda hasta la que avanzó en el torneo              |
| 1  | 1      | Simona Halep              | 6425   | 10                  | 1300           | 7715          | Final, perdió ante Caroline Wozniacki [2]           |
| 2  | 2      | Caroline Wozniacki        | 6095   | 130                 | 2000           | 7965          | Campeona, venció a Simona Halep [1]                 |
| 3  | 3      | Garbiñe Muguruza          | 6050   | 430                 | 70             | 5690          | Segunda ronda, perdió ante Su-Wei Hsieh             |
| 4  | 4      | Elina Svitolina           | 5785   | 130                 | 430            | 6085          | Cuartos de final, perdió ante Elise Mertens         |
| 5  | 5      | Venus Williams            | 5568   | 1300                | 10             | 4278          | Primera ronda, perdió ante Belinda Bencic           |
| 6  | 6      | Karolína Plíšková         | 5445   | 430                 | 430            | 5445          | Cuartos de final, perdió ante Simona Halep [1]      |
| 7  | 7      | Jeļena Ostapenko          | 4901   | 130                 | 130            | 4901          | Tercera ronda, perdió ante Anett Kontaveit [32]     |
| 8  | 8      | Caroline Garcia           | 4385   | 130                 | 240            | 4495          | Cuarta ronda, perdió ante Madison Keys [17]         |
| 9  | 10     | Johanna Konta             | 3185   | 430                 | 70             | 2825          | Segunda ronda, perdió ante Bernarda Pera [LL]       |
| 10 | 9      | Coco Vandeweghe           | 3204   | 780                 | 10             | 2434          | Primera ronda, perdió ante Tímea Babos              |
| 11 | 11     | Kristina Mladenovic       | 2935   | 10                  | 10             | 2935          | Primera ronda, perdió ante Ana Bogdan               |
| 12 | 12     | Julia Görges              | 2825   | 70                  | 70             | 2825          | Segunda ronda, perdió ante Alizé Cornet             |
| 13 | 13     | Sloane Stephens           | 2803   | 0                   | 10             | 2813          | Primera ronda, perdió ante Shuai Zhang              |
| 14 | 15     | Anastasija Sevastova      | 2600   | 130                 | 70             | 2540          | Segunda ronda, perdió ante María Sharápova          |
| 15 | 18     | Anastasiya Pavliuchenkova | 2485   | 430                 | 70             | 2125          | Segunda ronda, perdió ante Kateryna Bondarenko      |
| 16 | 19     | Yelena Vesnina            | 2220   | 130                 | 70             | 2160          | Segunda ronda, perdió ante Naomi Osaka              |
| 17 | 20     | Madison Keys              | 2214   | 0                   | 430            | 2644          | Cuartos de final, perdió ante Angelique Kerber [21] |
| 18 | 17     | Ashleigh Barty            | 2486   | 130                 | 130            | 2486          | Tercera ronda, perdió ante Naomi Osaka              |
| 19 | 21     | Magdaléna Rybáriková      | 2141   | (18)                | 240            | 2363          | Cuarta ronda, perdió ante Caroline Wozniacki [2]    |
| 20 | 24     | Barbora Strýcová          | 1940   | 240                 | 240            | 1940          | Cuarta ronda, perdió ante Karolína Plíšková [6]     |
| 21 | 16     | Angelique Kerber          | 2491   | 240                 | 780            | 3031          | Semifinales, perdió ante Simona Halep [1]           |
| 22 | 25     | Daria Kasátkina           | 1905   | 10                  | 70             | 1965          | Segunda ronda, perdió ante Magda Linette            |
| 23 | 23     | Daria Gavrilova           | 1990   | 240                 | 70             | 1820          | Segunda ronda, perdió ante Elise Mertens            |
| 24 | 26     | Dominika Cibulková        | 1860   | 130                 | 10             | 1740          | Primera ronda, perdió ante Kaia Kanepi              |
| 25 | 27     | Shuai Peng                | 1765   | 70                  | 10             | 1705          | Primera ronda, perdió ante Marta Kostyuk [Q]        |
| 26 | 35     | Agnieszka Radwańska       | 1510   | 70                  | 130            | 1570          | Tercera ronda, perdió ante Su-Wei Hsieh             |
| 27 | 28     | Petra Kvitová             | 1708   | 0                   | 10             | 1718          | Primera ronda, perdió ante Andrea Petković          |
| 28 | 30     | Mirjana Lučić-Baroni      | 1618   | 780                 | 70             | 908           | Segunda ronda, perdió ante Aliaksandra Sasnovich    |
| 29 | 29     | Lucie Šafářová            | 1650   | 70                  | 130            | 1710          | Tercera ronda, perdió ante Karolína Plíšková [6]    |
| 30 | 32     | Kiki Bertens              | 1605   | 10                  | 130            | 1725          | Tercera ronda, perdió ante Caroline Wozniacki [2]   |
| 31 | 31     | Yekaterina Makarova       | 1605   | 240                 | 10             | 1375          | Primera ronda, perdió ante Irina-Camelia Begu       |
| 32 | 33     | Anett Kontaveit           | 1560   | 10+80               | 240+30         | 1740          | Cuarta ronda, perdió ante Carla Suárez              |

#### Bajas femeninas notables
| Clasif | Jugador             | Puntos | Puntos por defender | Puntos ganados | Nuevos puntos | Motivo                        |
| ------ | ------------------- | ------ | ------------------- | -------------- | ------------- | ----------------------------- |
| 14     | Svetlana Kuznetsova | 2702   | 240                 | 0              | 2462          | Lesión en la muñeca izquierda |
| 22     | Serena Williams     | 2000   | 2000                | 0              | 0             | Maternidad                    |

## Cabezas de serie dobles
| Jugadores             | Jugadores              | Clasif | N.º |
| --------------------- | ---------------------- | ------ | --- |
| Łukasz Kubot          | Marcelo Melo           | 2      | 1   |
| Henri Kontinen        | John Peers             | 7      | 2   |
| Jean-Julien Rojer     | Horia Tecău            | 15     | 3   |
| Pierre-Hugues Herbert | Nicolas Mahut          | 17     | 4   |
| Jamie Murray          | Bruno Soares           | 19     | 5   |
| Bob Bryan             | Mike Bryan             | 24     | 6   |
| Oliver Marach         | Mate Pavić             | 34     | 7   |
| Raven Klaasen         | Michael Venus          | 40     | 8   |
| Feliciano López       | Marc López             | 44     | 9   |
| Rohan Bopanna         | Édouard Roger-Vasselin | 45     | 10  |
| Juan Sebastián Cabal  | Robert Farah           | 50     | 11  |
| Pablo Cuevas          | Horacio Zeballos       | 55     | 12  |
| Santiago González     | Julio Peralta          | 57     | 13  |
| Ivan Dodig            | Fernando Verdasco      | 71     | 14  |
| Marcin Matkowski      | Aisam-ul-Haq Qureshi   | 71     | 15  |
| Rajeev Ram            | Divij Sharan           | 72     | 16  |

| Jugadoras           | Jugadoras           | Clasif | N.º |
| ------------------- | ------------------- | ------ | --- |
| Yung-Jan Chan       | Andrea Hlaváčková   | 6      | 1   |
| Yekaterina Makarova | Yelena Vesnina      | 6      | 2   |
| Ashleigh Barty      | Casey Dellacqua     | 20     | 3   |
| Lucie Šafářová      | Barbora Strýcová    | 21     | 4   |
| Tímea Babos         | Kristina Mladenovic | 33     | 5   |
| Gabriela Dabrowski  | Xu Yifan            | 34     | 6   |
| Kiki Bertens        | Johanna Larsson     | 41     | 7   |
| Su-Wei Hsieh        | Shuai Peng          | 46     | 8   |
| Andreja Klepač      | María José Martínez | 48     | 9   |
| Irina-Camelia Begu  | Monica Niculescu    | 55     | 10  |
| Shuko Aoyama        | Zhaoxuan Yang       | 55     | 11  |
| Raquel Atawo        | Anna-Lena Grönefeld | 57     | 12  |
| Nicole Melichar     | Květa Peschke       | 58     | 13  |
| Hao-Ching Chan      | Katarina Srebotnik  | 59     | 14  |
| Alicja Rosolska     | Abigail Spears      | 59     | 15  |
| Barbora Krejčíková  | Kateřina Siniaková  | 61     | 16  |

### Dobles mixto
| Jugadores           | Jugadores              | Clasif | N.º |
| ------------------- | ---------------------- | ------ | --- |
| Yung-Jan Chan       | Jamie Murray           | 10     | 1   |
| Casey Dellacqua     | John Peers             | 13     | 2   |
| Yekaterina Makarova | Bruno Soares           | 13     | 3   |
| Květa Peschke       | Henri Kontinen         | 23     | 4   |
| Tímea Babos         | Rohan Bopanna          | 26     | 5   |
| Andrea Hlaváčková   | Édouard Roger-Vasselin | 31     | 6   |
| Hao-Ching Chan      | Michael Venus          | 32     | 7   |
| Gabriela Dabrowski  | Mate Pavić             | 34     | 8   |

## Invitados
| - Alex Bolt - Álex de Miñaur - Thanasi Kokkinakis - Soon-woo Kwon - Corentin Moutet - Tim Smyczek - Jason Kubler - Alexei Popyrin | - Kristie Ahn - Destanee Aiava - Victoria Azarenka - Lizette Cabrera - Jaimee Fourlis - Jessika Ponchet - Olivia Rogowska - Wang Xinyu |

| - Alex Bolt / Bradley Mousley - James Duckworth / Álex de Miñaur - Matthew Ebden / John Millman - Sam Groth / Lleyton Hewitt - Thanasi Kokkinakis / Jordan Thompson - Max Purcell / Luke Saville - Sanchai Ratiwatana / Sonchat Ratiwatana | - Alison Bai / Zoe Hives - Naiktha Bains / Isabelle Wallace - Kimberly Birrell / Jaimee Fourlis - Priscilla Hon / Ajla Tomljanović - Xinyu Jiang / Tang Qianhui - Jessica Moore / Ellen Perez - Astra Sharma / Belinda Woolcock |

### Dobles mixto
- Monique Adamczak /  Matthew Ebden
- Lizette Cabrera /  Alex Bolt
- Zoe Hives /  Bradley Mousley
- Priscilla Hon /  Matt Reid
- Ellen Perez /  Andrew Whittington
- Arina Rodionova /  John-Patrick Smith
- Storm Sanders /  Marc Polmans
- Samantha Stosur /  Samuel Groth

## Clasificación
La competición clasificatoria se realizó en el Melbourne Park del 10 al 13 de enero de 2018.
| 1. Salvatore Caruso 2. Dennis Novak 3. Jaume Munar 4. Quentin Halys 5. Vasek Pospisil 6. Kevin King 7. Denis Kudla 8. Mackenzie McDonald 9. Elias Ymer 10. Dustin Brown 11. Casper Ruud 12. Lorenzo Sonego 13. Ruben Bemelmans 14. Václav Šafránek 15. Yuki Bhambri 16. Matthias Bachinger | 1. Anna Kalinskaya 2. Anna Blinkova 3. Zhu Lin 4. Viktorija Golubic 5. Irina Falconi 6. Denisa Allertová 7. Ivana Jorović 8. Viktória Kužmová 9. Marta Kostyuk 10. Anna Karolína Schmiedlová 11. Luksika Kumkhum 12. Magdalena Fręch |

## Campeones defensores
| Evento                      | Campeones de 2017                    | Campeones de 2018               |
| --------------------------- | ------------------------------------ | ------------------------------- |
| Individual masculino        | Roger Federer                        | Roger Federer                   |
| Individual femenino         | Serena Williams                      | Caroline Wozniacki              |
| Dobles masculino            | Henri Kontinen John Peers            | Oliver Marach Mate Pavić        |
| Dobles femenino             | Bethanie Mattek-Sands Lucie Šafářová | Tímea Babos Kristina Mladenovic |
| Dobles mixto                | Abigail Spears Juan Sebastián Cabal  | Gabriela Dabrowski Mate Pavić   |
| Individual júnior masculino | Zsombor Piros                        | Sebastian Korda                 |
| Individual júnior femenino  | Marta Kostyuk                        | En-Shuo Liang                   |
| Dobles júnior masculino     | Zhao Lingxi Hsu Yu-hsiou             | Hugo Gaston Clément Tabur       |
| Dobles júnior femenino      | Bianca Andreescu Carson Branstine    | En-Shuo Liang Xinyu Wang        |

## Campeones

### Sénior

#### Individual masculino
Roger Federer venció a  Marin Čilić por 6-2, 6-7(5-7), 6-3, 3-6, 6-1.

#### Individual femenino
Caroline Wozniacki venció a  Simona Halep por 7-6(7-2), 3-6, 6-4.

#### Dobles masculino
Oliver Marach /  Mate Pavić vencieron a  Juan Sebastián Cabal  /  Robert Farah por 6-4, 6-4.

#### Dobles femenino
Tímea Babos /  Kristina Mladenovic vencieron a  Yekaterina Makarova /  Yelena Vesnina por 6-4, 6-3.

#### Dobles mixto
Gabriela Dabrowski /  Mate Pavić vencieron a  Tímea Babos /  Rohan Bopanna por 2-6, 6-4, [11-9].

### Júnior

#### Individual masculino
Sebastian Korda venció a  Chun-Hsin Tseng por 7-6(8-6), 6-4.

#### Individual femenino
En-Shuo Liang venció a  Clara Burel por 6-3, 6-4.

#### Dobles masculino
Hugo Gaston /  Clément Tabur vencieron a  Rudolf Molleker /  Henri Squire por 6-2, 6-2.

#### Dobles femenino
En-Shuo Liang /  Xinyu Wang vencieron a  Violet Apisah /  Lulu Sun por 7-6(7-4), 4-6, [10-5].

### Silla de ruedas

#### Individual masculino
Shingo Kunieda venció a  Stéphane Houdet por 4-6, 6-1, 7-6(7-3).

#### Individual femenino
Diede de Groot venció a  Yui Kamiji por 7-6(8-6), 6-4.

#### Quad individual
Dylan Alcott venció a  David Wagner por 7-6(7-1), 6-1.

#### Dobles masculino
Stéphane Houdet /  Nicolas Peifer vencieron a  Alfie Hewett /  Gordon Reid por 6-4, 6-2.

#### Dobles femenino
Marjolein Buis /  Yui Kamiji vencieron a  Diede de Groot /  Aniek van Koot por 6-0, 6-4.

#### Quad dobles
Dylan Alcott /  Heath Davidson vencieron a  Andrew Lapthorne /  David Wagner por 6-0, 6-7(5-7), [10-6].

## Transmisión internacional
- Latinoamérica: ESPN[13]
- España: Eurosport[13]
- Brasil: ESPN Brasil[13]